# Йорданський сад

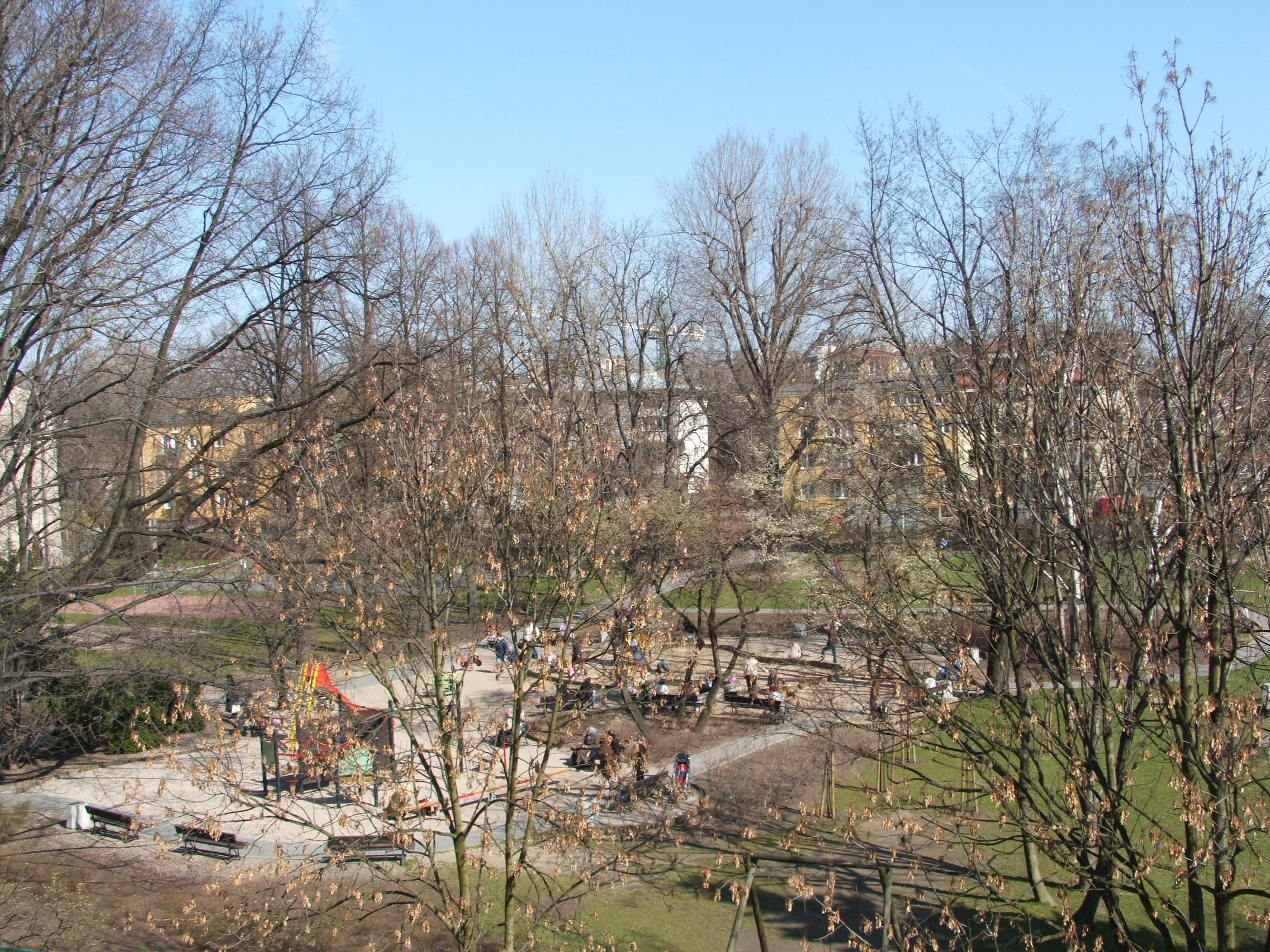
XIV Йорданський сад у Варшаві (вид з вул. Альфреда Нобеля)

Йорданський сад — спеціалізована зелена зона, створена переважно в міських районах, призначена для дітей та підлітків.

## Походження назви
Назва походить від імені лікаря Генрика Йордана, ініціатора та засновника першого саду цього типу в Кракові. Тоді місто було під австрійським розділом, що має велике значення для розуміння ідеї Йордана, яка полягала у створенні саду (парку) спеціально для дітей та підлітків, багатого на польську патріотичну тематику. Зразковий сад такого типу існує і діє донині під назвою Муніципальний парк доктора Генрика Йордана, створений в 1889 році на площі близько 22 га.

## Історія
Ідея Йордана була швидко прийнята громадськістю, і за короткий час було створено багато подібних садів, які були охоче створені до початку Другої світової війни. Тоді ж були створені сади Рау. У повоєнні часи створення дорогих садів Йордана було припинено, а площа декількох гектарів дитячих садів обмежилася відомими сьогодні дитячими майданчиками, як правило, позбавленими зелених насаджень.
Сади Йордану створили умови, сприятливі для повноцінного фізичного, соціального та розумового розвитку дітей та підлітків. Тут були місця для командних і активних ігор, а також тематичні частини. Поруч з ігровими полями та басейнами були побудовані павільйони та зали для ігор та позакласних заходів.
Йорданські сади — це край, котрий діти могли б сформувати самі — сьогодні такі дитячі майданчики називають робінзонадами. Йорданські сади в Польщі є унікальними у світі, головним чином завдяки ідеї створення саду спеціально для дітей та підлітків, чого не було у багатовіковій культурі Європи до кінця XIX століття. Не менш важливим було навчання молодих поляків, які мешкають у Галичині, про справжню історію своїх предків.

## Сучасність
Сучасні дитячі майданчики, хоча їх і називають Йорданськими садами, мають мало спільного з оригінальною формою Йорданського парку, але вони висловлюють однакову турботу про здоров'я та правильний розвиток дітей та підлітків. Мало є садів, які зберігають цей первісний характер: у Варшаві, напр. III Йорданський сад при Вавельскій 3, у Кракові при вул. 3 травня та в Познані на площі Новаковського, створеній після війни (назви залишились).